# Salarias ramosus
Salarias ramosus är en fiskart som beskrevs av Hans Bath 1992. Salarias ramosus ingår i släktet Salarias och familjen Blenniidae. Inga underarter finns listade i Catalogue of Life.